# Ferenc Rákosi
Ferenc Rákosi (25. november 1910 i Pančevo – 10. juli 1987 i Budapest, tysk: Ferenc Rikker) var en ungarsk udendørshåndboldspiller som deltog under Sommer-OL 1936.
Han var en del af det ungarske udendørshåndboldhold, som kom på en fjerdeplads i den olympiske turnering. Han spillede fire kampe.